# Michael Vogel

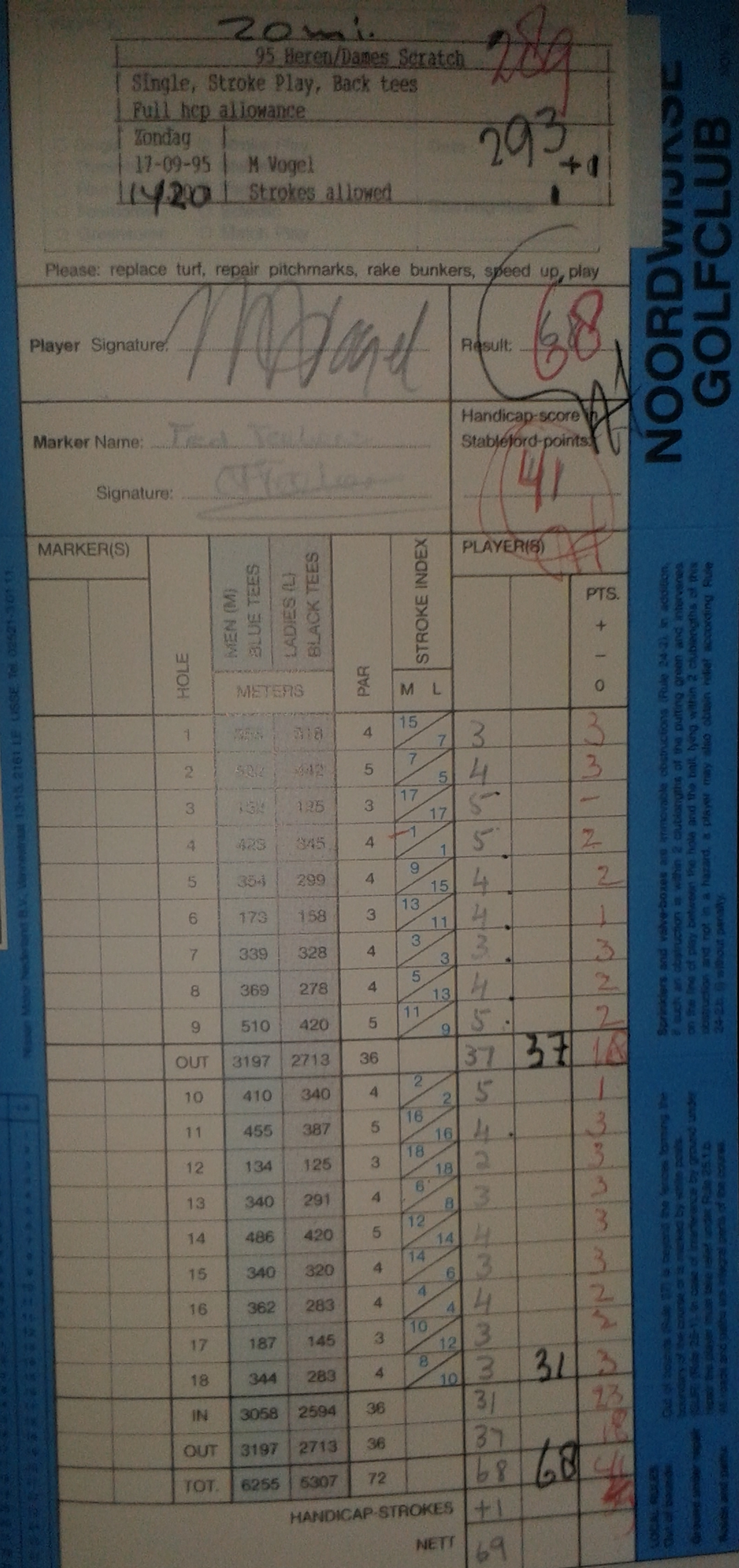
Foto van scorekaart, baanrecord 1995 Noordwijkse Golfclub, M. Vogel

Michael Vogel (Stellenbosch, 9 september 1967) is econoom en Nederlands amateurgolfer.
Michael Vogel is geboren in Zuid-Afrika en kwam na zijn studie economie in 1990 naar Nederland om een baan te zoeken. Hij werd via Robbie van Erven Dorens lid op de Hilversumsche Golf Club en daarna van de Noordwijkse Golfclub om het eerste herenteam te komen versterken. 

## Golfer
In 1990, 1991 en 1992 won hij de Nederlandse Order of Merit dat toen nog het puntenklassement heette (opgezet in 1988).

### Gewonnen
- 1990: NK Matchplay.
- 1990, 1992 en 1994 NK Strokeplay.
- 1995: Amsterdam Cup met Daan Slooter

Hij heeft meerdere malen Nederland vertegenwoordigd in het buitenland op internationale toernooien zoals het Europees kampioenschap voor amateurteams en Europees amateurkampioenschap golf. Uitzendingen geschiedden steeds onder verantwoordelijkheid van de Koninklijke Nederlandse Golf Federatie.

### Teams
Vogel maakte verschillende malen deel uit van het Nederlandse team dat meedeed aan de Wereldkampioenschappen Golf voor Amateurs - de zogenaamde Eisenhower Trophy. Dit toernooi wordt iedere twee jaar gehouden en geldt als het belangrijkste evenement voor top-amateurs.
- In 1990 werd hij in Nieuw-Zeeland met het team 12de, Zweden werd winnaar.
- In 1992 werd hij in Canada met het team 8ste, Nieuw-Zeeland werd winnaar.
- In 1994 werd hij in Frankrijk met het team weer 8ste, de Verenigde Staten met Tiger Woods werd kampioen.

#### Baanrecords
- In 1990 verbeterde Vogel het baanrecord op Het Rijk van Nijmegen met een score van 68 (−4) tijdens de vierde ronde van het NK Strokeplay.
- In 1992 verbeterde Vogel het baanrecord op de Eindhovensche Golf met een score van 67 (−5).
- In 1995 verbeterde Vogel het baanrecord op de Noordwijkse Golfclub met een score van 68 (-1).

Michael Vogel is getrouwd en heeft twee kinderen. Zijn professionele caddie in 1990 was Pauline van Till